# Insigne de Cobourg
L'Insigne de Cobourg (Das Coburger Abzeichen)  a été le premier insigne reconnu comme récompense nationale du Parti national-socialiste des travailleurs allemands (Nationalsozialistische Deutsche Arbeiterpartei, NSDAP).

## Histoire
Le 14 octobre 1922, Adolf Hitler conduit 800 membres de la Sturmabteilung (SA) de Munich et d'autres villes bavaroises en train jusqu'à Cobourg pour un rassemblement de week-end. Sur place, Les habituelles émeutes et bagarres de rue avec les partisans de la gauche et les communistes ont lieu dans la ville. 
Le rassemblement politique de Cobourg (connu plus tard sous le nom de Deutscher Tag à Cobourg (Journée allemande à Cobourg)) est l'un des premiers succès du parti nazi et Hitler décrit la visite en détail dans son manifeste politique Mein Kampf. Après 1932, la "marche" est commémorée chaque année le 14 octobre.
L'Insigne de Cobourg est décerné entre 422. et 436 nazis après 1932 et est considéré comme une haute distinction. Outre les vétérans de la marche de 1922, l'insigne est décerné en tant qu'insigne d'honneur. L'un de ces porteurs d'honneur est le nazi Charles-Édouard de Saxe-Cobourg et Gotha. En 1938, 418 Insignes de Cobourg ont été attribués. Martin Bormann est également mentionné comme porteur d'un Insigne de Cobourg en argent.

## Prix et statut
Hitler ordonne que l'Insigne de Cobourg soit frappé le 14 octobre 1932 pour commémorer l'événement qui a eu lieu dix ans plus tôt pour honorer les participants du samedi 14 octobre 1922.
L'insigne mesure 40 millimètres de large et 54 millimètres de haut. Il est fait de bronze et représente une épée placée la pointe vers le bas sur la face d'une croix gammée dans une couronne ovale. Au sommet de la couronne figurent le château et le village de Cobourg. La couronne contient les mots Mit Hitler in Coburg 1922 - 1932 (« Avec Hitler à Cobourg 1922 - 1932 »).
Les récompenses des vétérans comprenaient un diplôme signé par Adolf Hitler avec les mots :
Der Inhaber dieser Urkunde Parteigenosse (nom du membre) hat an dem Aufmarsch in Koburg am 14./15. Oktober 1922 teilgenommen. Ihm wurde anläßlich der Zehn-Jahres-Feier das Koburger Ehrenzeichen verliehen. München, im Oktober 1932 (« Le titulaire de ce document, camarade du parti (nom du membre), a participé au défilé de Kobourg les 14 et 15 octobre 1922. L'insigne d'honneur de Koburg lui a été décerné à l'occasion de la célébration du dixième anniversaire. Munich, octobre 1932 ») (NDT: vérifier la traduction de l'allemand). 
En novembre 1936, Hitler donne de nouvelles « directives » pour les principaux « Ordres et récompenses » du NSDAP, qui seront listées dans cet ordre : 
1. Insigne de Cobourg,
2. L'insigne du parti de Nuremberg de 1929 (en),
3. L'insigne de la convention des SA à Braunschweig en 1931 (en),
4. Insigne d'honneur en or du NSDAP,
5. L'Ordre du Sang,
6. Insigne du Gau (en),
7. Insigne des jeunesse hitlériennes en or.[2][5]

Le 1er août 1939, le Reichsfuhrer Heinrich Himmler décrète que tout membre de la SS (de l'engagé à l'officier) qui porte l'Insigne de Cobourg peut porter l'anneau Totenkopf. Étant donné que l'Insigne de Cobourg n'est pas enregistré dans le dossier d'un sous-officier, l'ordre exige que le personnel engagé fournisse la preuve de l'attribution de l'Insigne de Cobourg.

### Ouvrages
- (en) Cet article est partiellement ou en totalité issu de l’article de Wikipédia en anglais intitulé « Coburg Badge » (voir la liste des auteurs).

- (nl) Cet article est partiellement ou en totalité issu de l’article de Wikipédia en néerlandais intitulé « Coburg-insigne » (voir la liste des auteurs).

- Initiative Stadtmuseum Coburg e. V.: Voraus zur Unzeit. Coburg und der Aufstieg des Nationalsozialismus in Deutschland. Coburg 2004  (ISBN 3-9808006-3-6).
- Klaus D. Patzwall: Das Coburger Ehrenabzeichen der NSDAP. Patzwall, Norderstedt 1994. (Militaria Extra, Heft 2).
- John Angolia, For Führer and Fatherland: Political & Civil Awards of the Third Reich, R. James Bender Publishing, 1989 (ISBN 0912138165)
- Heinrich Doehle, Medals & Decorations of the Third Reich: Badges, Decorations, Insignia, Reddick Enterprises, 1995 (1re éd. 1943) (ISBN 0962488348)
- Gottlieb, Craig . The SS TOTENKOPF RING: An Illustrated History from Munich to Nuremberg. . (ISBN 978-0-7643-3094-0)